# Функция на разпределение на простите числа
Функцията на разпределение на простите числа е математическа функция, равна на броя прости числа, по-малки или равни на реалния аргумент x. Тя обикновено се обозначава с π(x) (без връзка с числото π).
Функцията на разпределение на простите числа играе важна роля в теорията на числата. Според теоремата за разпределението на простите числа π(x) може да се изчисли приблизително от
{\displaystyle {\frac {x}{\ln(x)}}},
като съотношението между π(x) и тази дроб клони към 1 когато x клони към безкрайност. Като следствие вероятността произволно избрано число между 1 и x да е просто, е обратнопропорционална на броя на десетичните цифри в x. Още по-добро приближение на π(x) се получава чрез интегралната функция Li(x), дефинирана като
{\displaystyle \mathrm {Li} (x)=\int _{2}^{x}{\frac {1}{\ln(t)}}\,dt}.

### Цитирани източници
- Bateman, P. T. et al. Analytic number theory: an introductory course.   New Jersey, World Scientific, 2004. ISBN 978-981-256-080-3. OCLC 492669517. (на английски)